# Müllerstraße 32/34 (München)

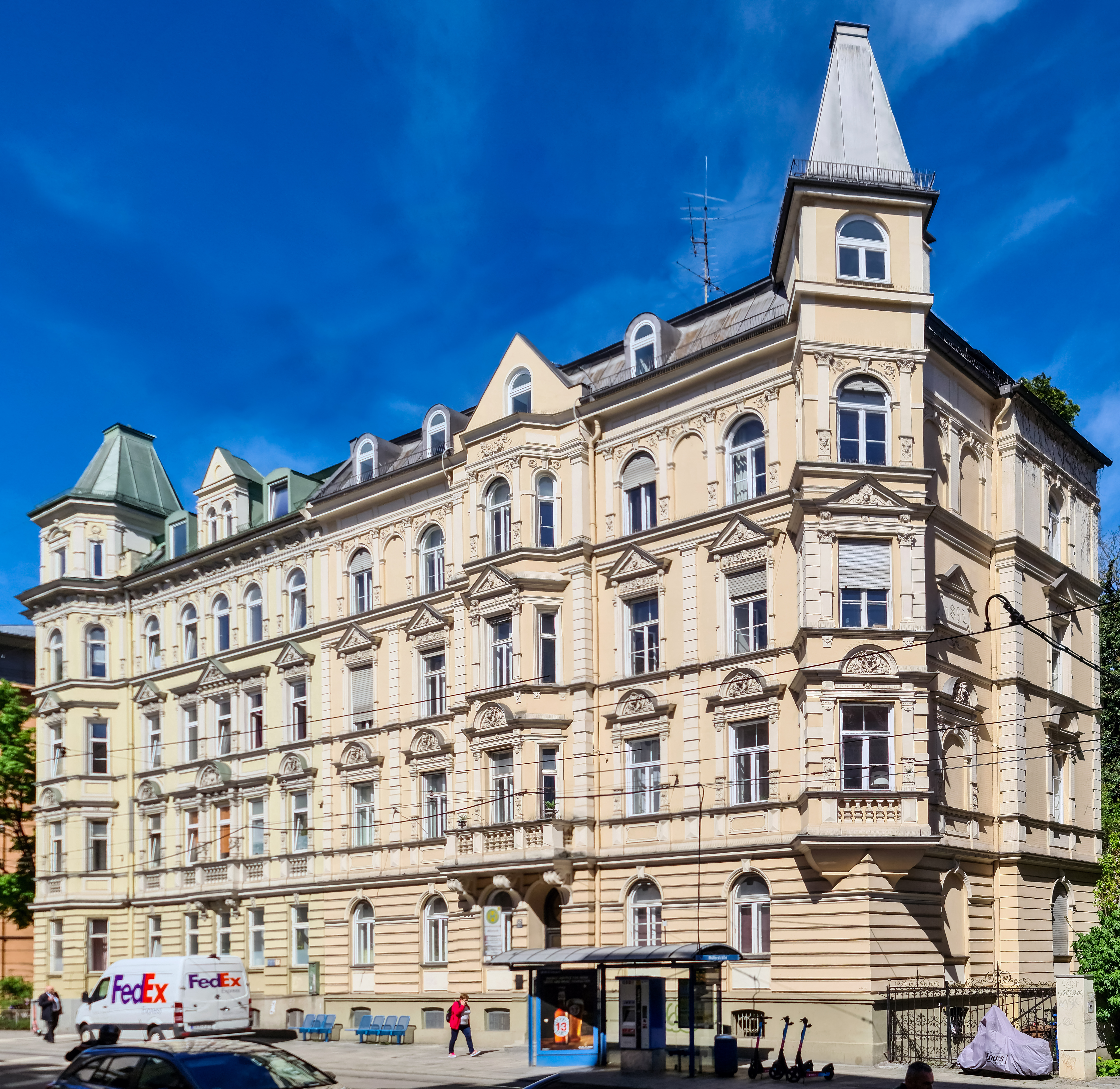
Müllerstraße 32–34 in München (Nordostansicht)

Müllerstrasse 32/34 ist ein Gebäudeblock am Rande von Münchens Altstadt, an der Grenze zum Glockenbachviertel und Gärtnerplatzviertel. Er besteht aus den beiden denkmalgeschützten Hausteilen Müllerstraße 32 und Müllerstraße 34, die eine gleichartig gestaltete Einheit bilden. Errichtet wurden sie nach den Plänen von Josef Schretzmayr in den Jahren 1891/92 für Georg Kantschuster.

## Geschichte

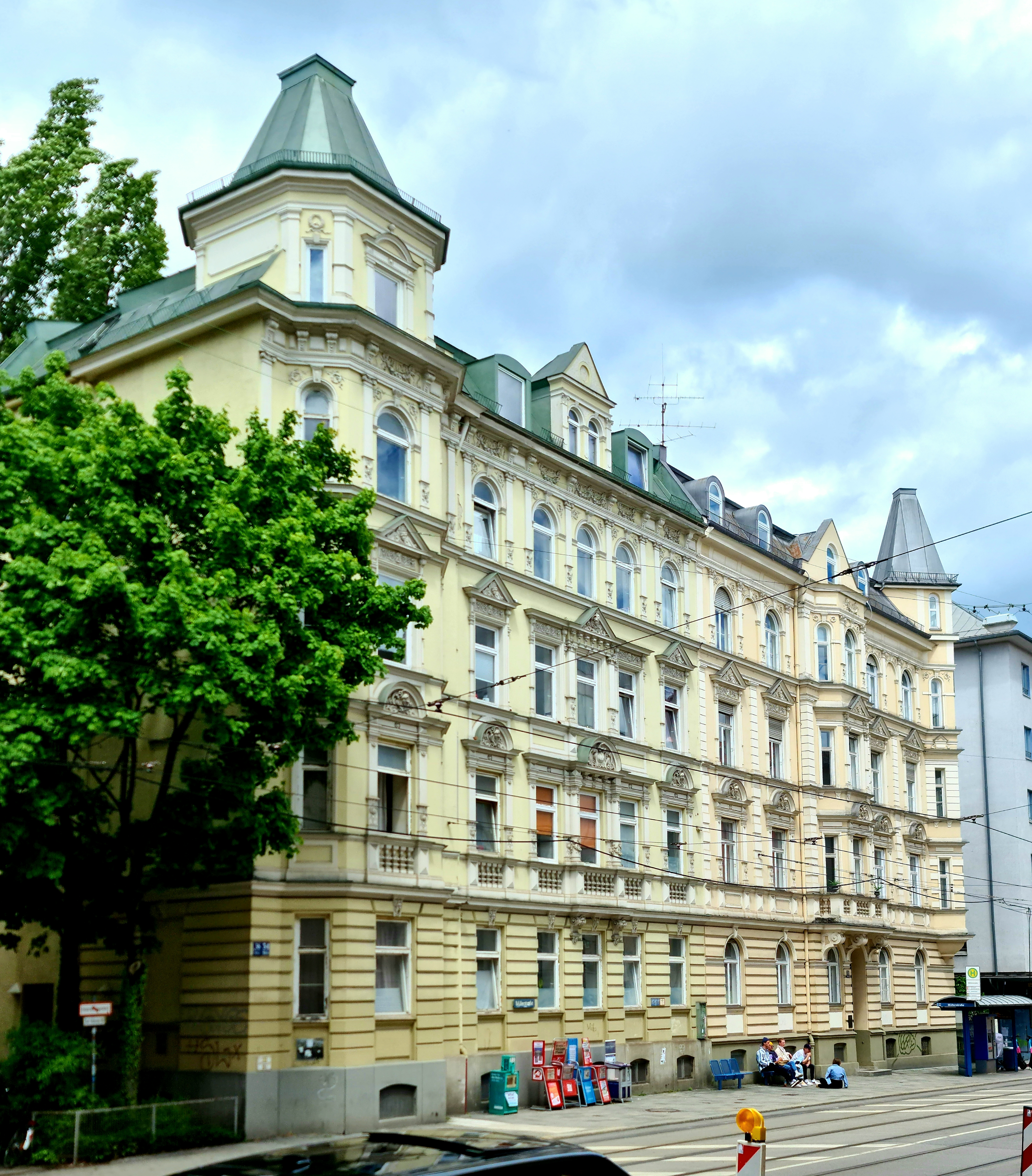
Südostansicht

Vor den heutigen Gebäuden stand auf dem Grundstück der Wohnsitz des Kartografen Gustav Wenng (1814–1880). Im Jahr 1890/91 kam der Lehramtskandidat Georg Kantschuster in den Besitz der Liegenschaft und ließ das alte Gebäude abreißen. Im selben Jahr begann Josef Schretzmayr nach eigenen Plänen im Auftrag Kantschusters mit der Errichtung des linken südlichen Teilhauses Müllerstraße 34 und ein Jahr später folgte das angepasste Hausteil Müllerstraße 32. 1927 baute man nördlich einen Eingangstrakt zum Filmpalast Emelka an. Den Zweiten Weltkrieg überstand das Gebäude weitgehend unbeschadet, nur in der Dachzone waren etwas größere Schäden zu beklagen. 1978 erfolgten die Wiederherstellung der ursprünglichen Dachneigung mit Erschließung des Dachraums zu Wohnzwecken sowie der Wiederaufbau der Erkertürme. Im Jahr 2001 wurde die Fassade inklusive der Fenster rekonstruiert.

## Beschreibung
Der 36,5 m lange Block ist ein reich gestalteter und verzierter Neurenaissancebau. Das Gebäude wird vor allem durch seine drei Erker bestimmt, die beiden äußeren sind zu Ecktürmen erweitert. Die Fenster besitzen reich verzierte Verdachungen und Rahmungen, die durch die kräftigen durchgehenden Gurtgesimse miteinander verbunden sind. Nur das linke von den beiden Zwerchhäusern hat sein ursprüngliches Erscheinungsbild bewahrt. An der nordnordöstlichen Schmalseite befindet sich oberhalb eines Blindfensters eine Kartusche mit dem Baujahr 1892.
Galerie Fassadendetails

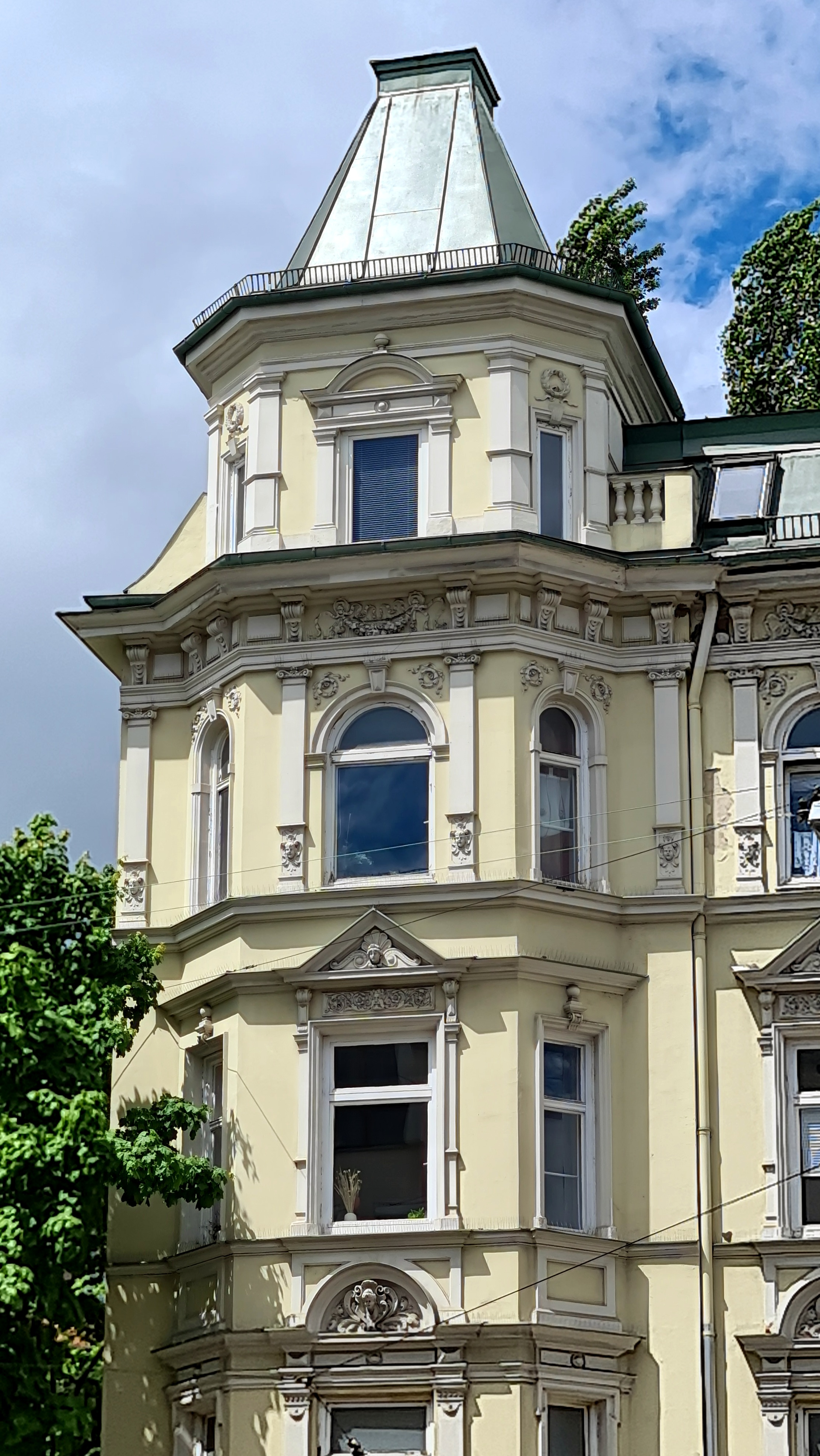
Linker Erkerturm (HsNr 34)
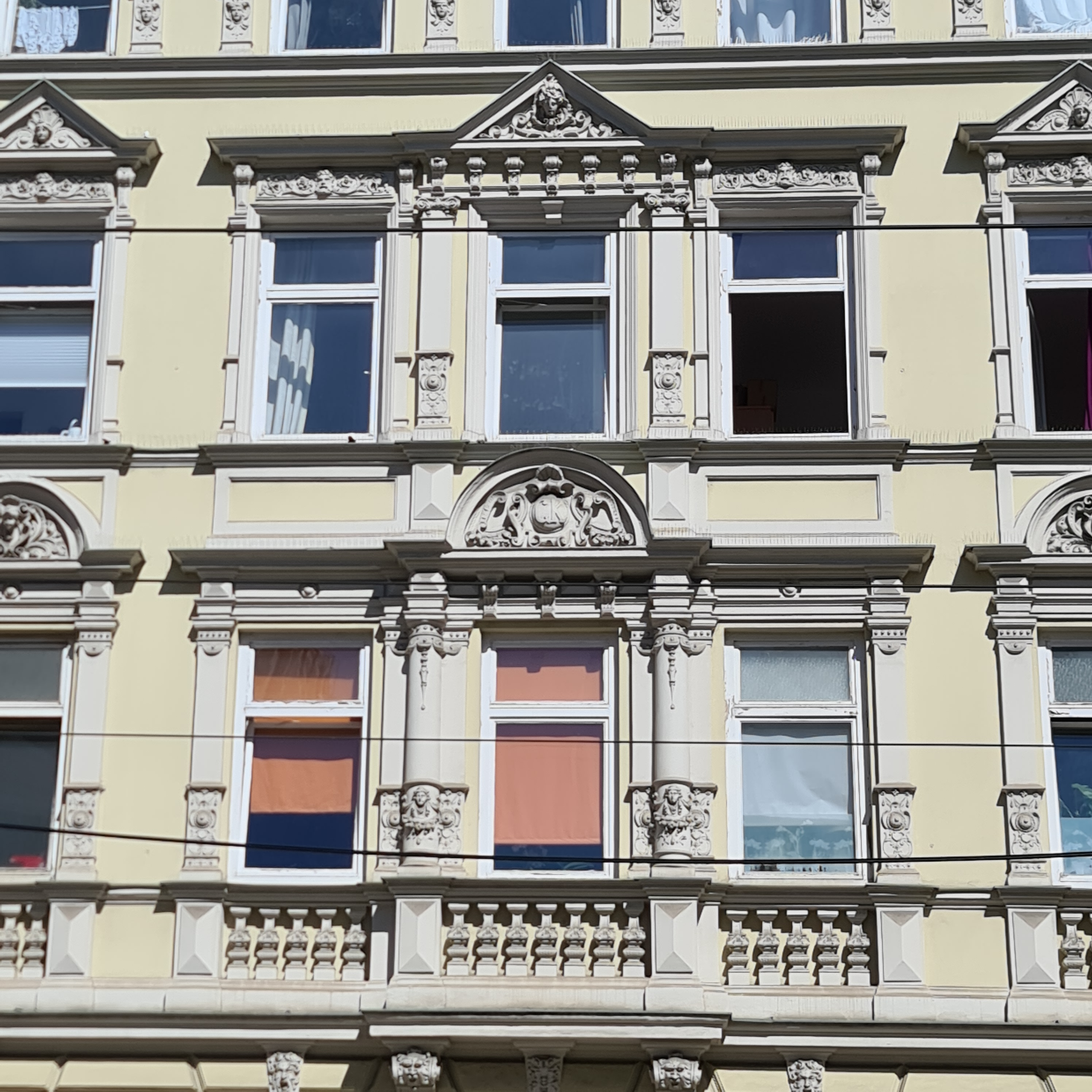
Fensterpartie (HsNr 34)
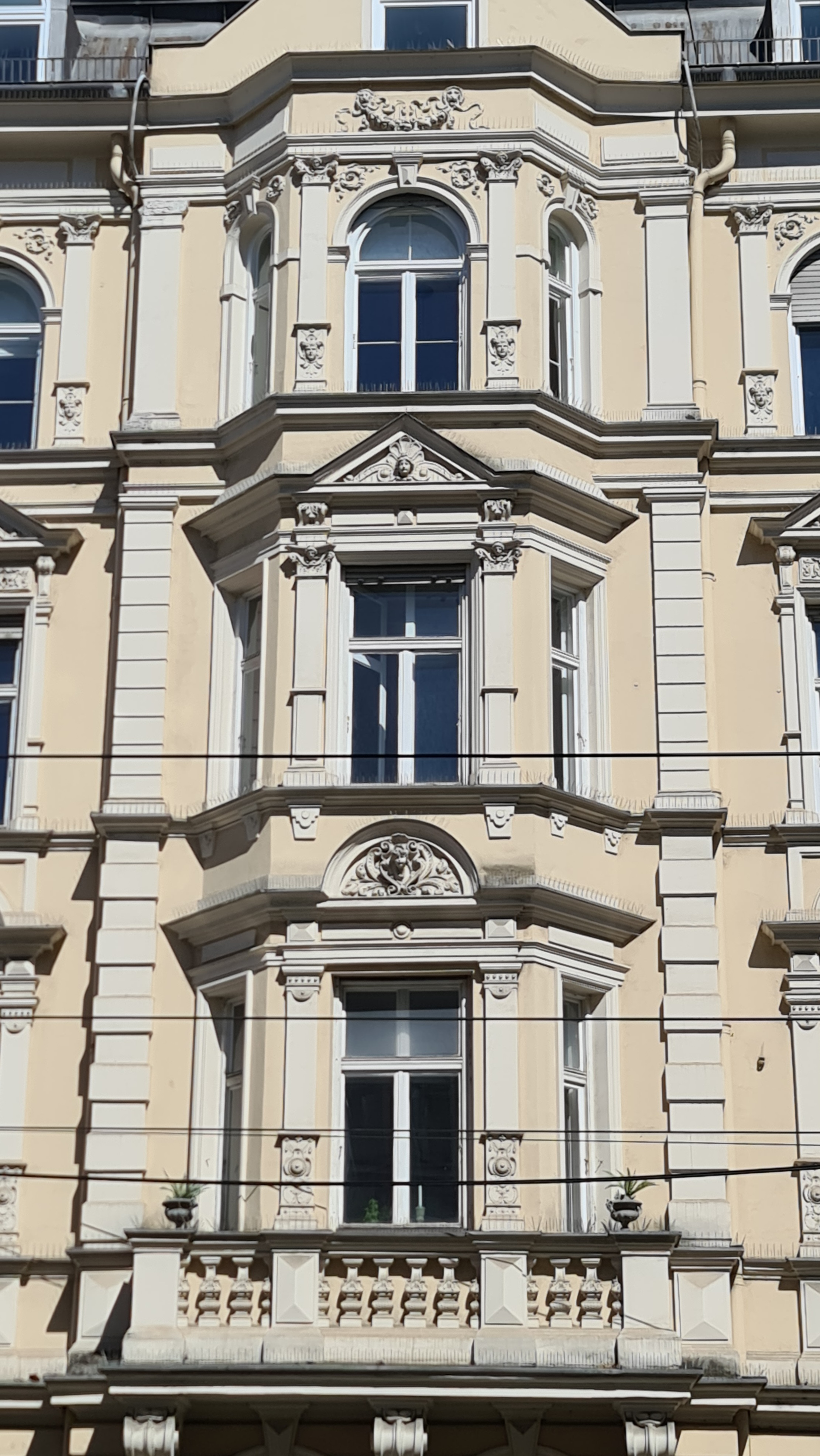
Mittiger Erker (HsNr 32)
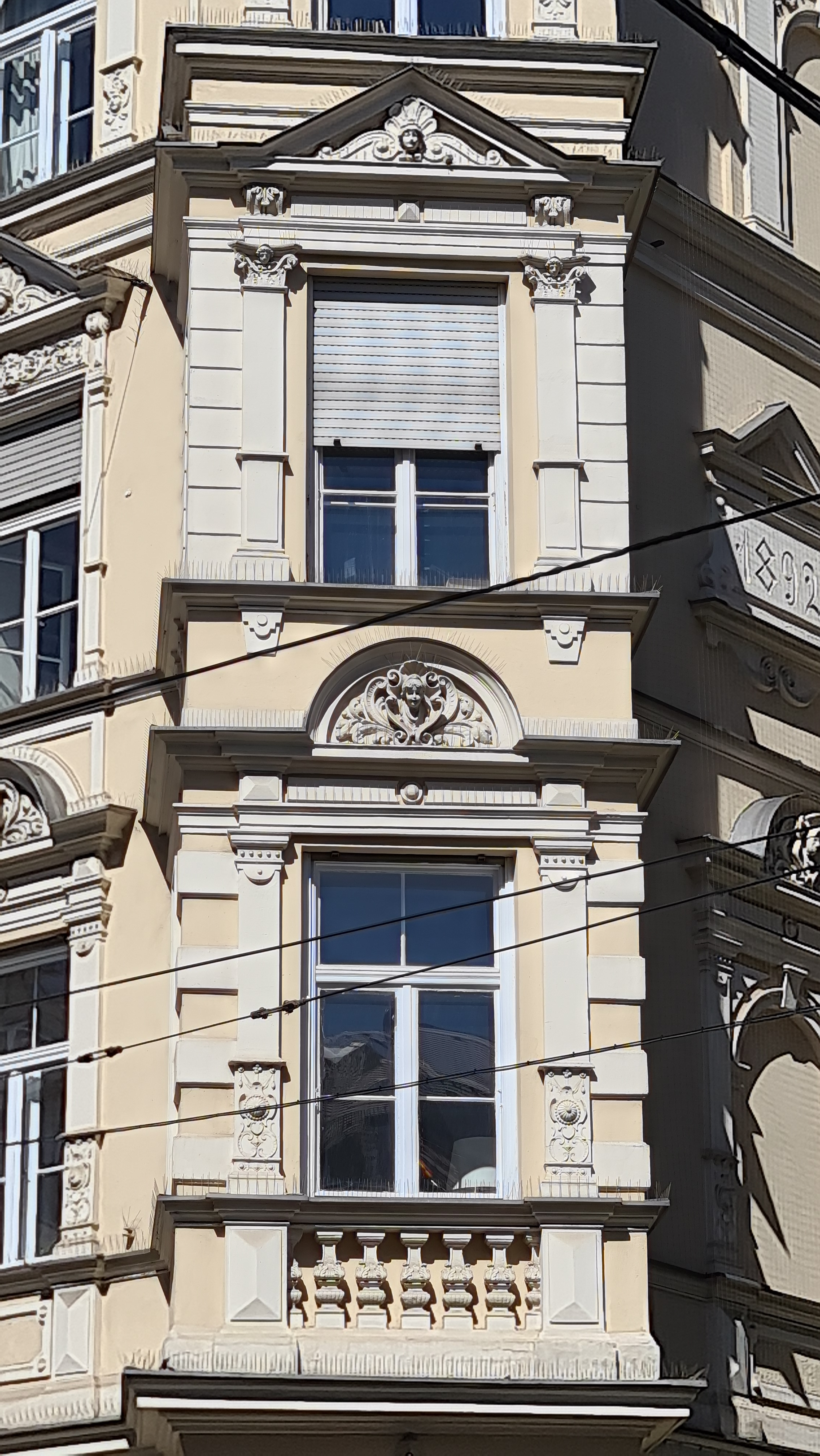
Rechter Erkerturm (HsNr 32)
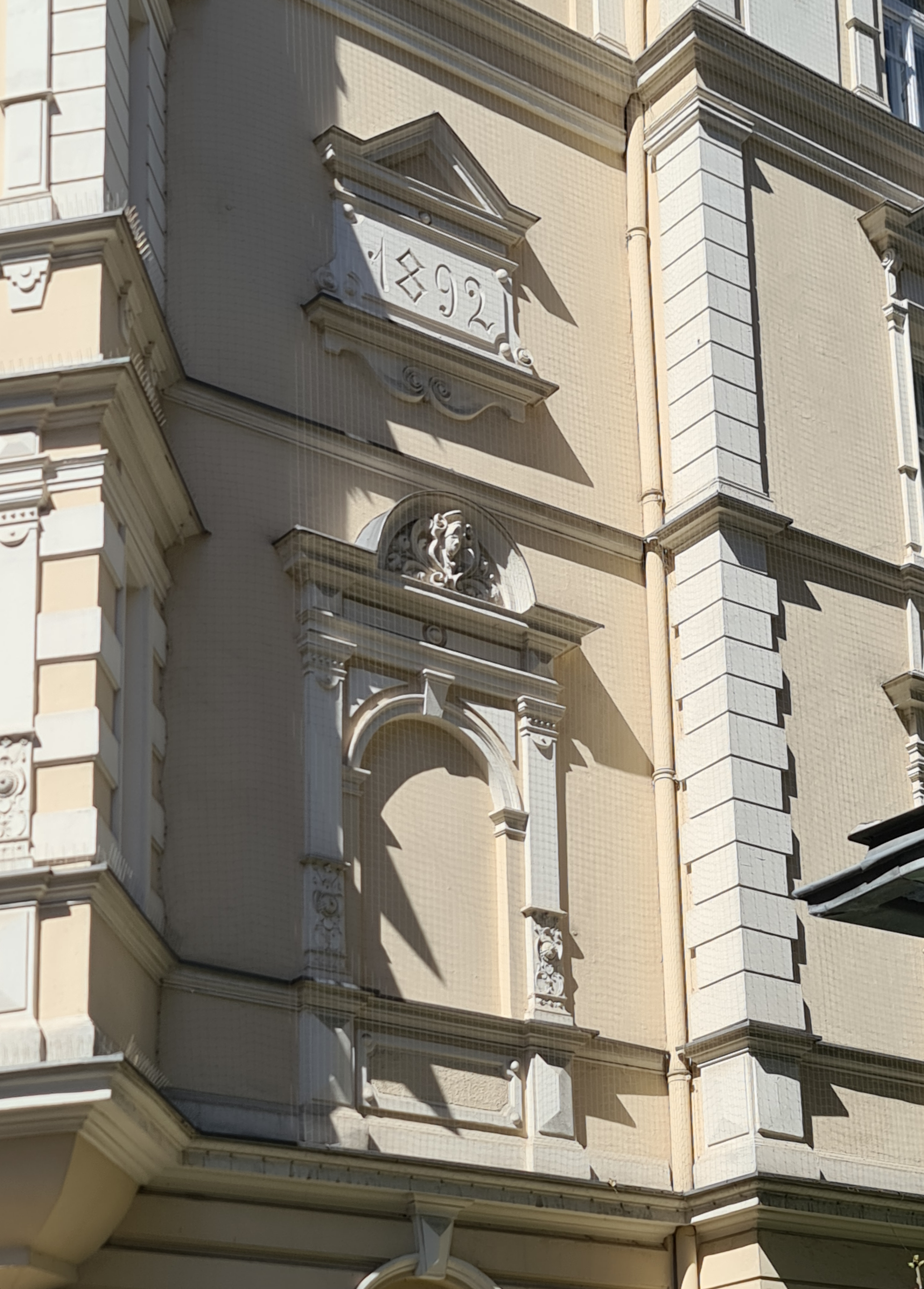
Kartusche mit Baudatum, Blindfenster (HsNr 32)